# 查尔斯·麦克默特里
查尔斯·麦克默特里（英語：Charles McMurtrie，1881年5月1日—1951年8月9日），澳大利亚男子橄榄球运动员。他曾代表澳大拉西亚代表队参加1908年夏季奥林匹克运动会橄榄球比赛，获得一枚金牌。